# Drosophila tjibodas
Drosophila tjibodas este o specie de muște din genul Drosophila, familia Drosophilidae, descrisă de Meijere în anul 1916. Conform Catalogue of Life specia Drosophila tjibodas nu are subspecii cunoscute.